# Кагаловский, Константин Григорьевич
Константин Григорьевич Кагаловский (р. 13 октября 1957) — российский чиновник и бизнесмен. Бывший топ-менеджер нефтяной компании «ЮКОС». Муж Натальи Гурфинкель-Кагаловской, фигурировавшей в «деле Bank of New York» — скандале с возможным отмыванием российских денег в американском банке Bank of New York. Кандидат экономических наук.

## Биография
В 1980 году окончил Московский финансовый институт, после его окончания проходил действительную военную службу в Советской Армии начфином в одной из воинских частей в Забайкалье. После окончания военной службы работал в Центральном экономико-математическом институте РАН (ЦЭМИ). В 1989 году руководил Международным центром исследований экономических реформ.
В 1990—1994 годах был представителем правительства России по связям с международными финансовыми организациями. С 1990 по 1991 год — полномочный представитель России по взаимодействию с Международным валютным фондом и Всемирным банком. В январе-сентябре 1992 года — полномочный представитель России по взаимодействию с международными финансовыми организациями, экономический советник правительства России. В сентябре-октябре 1992 года — представитель России (на уровне посла) в правлении МВФ. С октября 1992 года — директор МВФ от России, внештатный советник председателя правительства.
28 ноября 2023 года Кагаловский объявил в Facebook, что отказался от российского гражданства.

### Менатеп/ЮКОС
С ноября 1994 года — первый заместитель председателя правления банка «Менатеп», начальник отдела работы на внешнем рынке. По информации журнала Forbes именно Кагаловский разработал идею приватизации крупных государственных компаний через залоговые аукционы. 30 марта 1995 года три крупных российских банкира Владимир Потанин («ОНЭКСИМ Банк»), Михаил Ходорковский (банк «Менатеп») и Александр Смоленский («Столичный банк сбережений») официально предложили правительству РФ предоставить кредит размером почти на $2 млрд под залог акций ряда крупных нефтяных и металлургических предприятий. Позднее Кагаловский активно участвовал в сделке «заём в обмен на акции» в результате которой группа Михаила Ходорковского «Менатеп» получила под контроль нефтяную компанию «ЮКОС», на тот момент вторую в России по объёмам добычи нефти и первую по запасам. Так, сам Кагаловский позднее рассказывал, что лично ездил в США отговаривать участвовать в борьбе за акции «ЮКОСа» основателя калифорнийской компании Martin Oil Марвина Девиса, с которым вели переговоры владельцы российского Альфа-банка. Старший редактор журнала Forbes Пол Хлебников отмечал: «В начале ноября 1995 года „Менатеп“ прямо велел остальным потенциальным желающим от участия в торгах воздержаться. „Двух мнений быть не может“, — заявил прессе первый зампредседателя „Менатепа“ Константин Кагаловский, — „Юкос будет нашим“».
13 ноября 1995 года Государственный комитет РФ по управлению государственным имуществом утвердил план приватизации ОАО «НК „ЮКОС“», согласно которому 45 % акций компании закреплялись в федеральной собственности на три года. Именно этот пакет и был выставлен на залоговый аукцион 8 декабря 1995 года. Победителем аукциона стало ЗАО «Лагуна», фактически представлявшее интересы банка «Менатеп», получившее 45 % нефтяной компании за $159 млн (стартовая цена составляла $150 млн). При этом ранее в банке «Менатеп» правительство РФ разместило депозит в размере $120 млн. Позднее группа «Менатеп» через подконтрольное ЗАО «Монблан» приобрело на конкурсе 33,3 % акций «ЮКОСа» за $160,1 млн, что превысило стартовую цену на $100 тыс., с условием в течение трёх лет инвестировать в развитие компании $200 млн.
С июля 1996 года — первый заместитель председателя правления банка «Менатеп», начальник управления международных связей. С 1997 года по июнь 1998 года — член биржевого совета Московской фондовой биржи. 22 апреля 1998 года избран членом совета директоров банка «Менатеп». С июня 1998 по июнь 2002 года — член совета директоров НК «ЮКОС». С июня 1998 года — член совета директоров ЗАО «Роспром». С 1999 по 2000 год — заместитель председателя правления управляющей компании ООО «ЮКОС-Москва».
В 1999 году Кагаловский принял активное участие в борьбе бенефициаров НК ЮКОС против американского миллиардера Кеннета Дарта, имеющего репутацию корпоративного шантажиста и родоначальника современного гринмейла.
В 1999 году Кагаловский оказался замешан в громком деле об отмывании через американский банк Bank of New York (BoNY) денег из России. 19 августа американские издания New York Times и Newsweek заявили, со ссылкой на неназванные источники в ФБР, что русской мафией были отмыты $10 млрд через банк BoNY. Так как главой восточно-европейского отделения Bank of New York была Наталья Гурфинкель, жена Кагаловского, то и он сам стал героем статьи «Русская мафия взяла цель на Сити», опубликованной 22 августа в британском еженедельнике The Observer. В результате Гурфинкель сначала ушла в отпуск, а затем была освобождена от должности. Впрочем, никаких других последствий для супругов этот скандал не имел, отразившись лишь на их репутации. Впоследствии Гурфинкель обвинила руководство BoNY в незаконном увольнении и нанесении ущерба репутации. Рассмотрение её иска в суде закончилось заключением мирового соглашения, согласно которому Гурфинкель было выплачено несколько миллионов долларов.
В мае 2003 года возглавил фонд «Институт открытой экономики», учредителем которого была РОО «Открытая Россия». Планировалось, что институт будет заниматься прикладными и теоретическими исследованиями российской экономики, поддерживать и распространять либеральные взгляды в сфере экономических и социальных отношений, содействовать повышению эффективности деятельности российского бизнеса и его интеграции в мировую экономику.
В сентябре 2003 года был включён в федеральный список избирательного объединения «Яблоко» под № 11 в центральной части на выборах в Государственную Думу четвёртого созыва. Партия не преодолела пятипроцентного барьера.

### Эмиграция
Через две недели после ареста Ходорковского Кагаловский эмигрировал, поселившись в Лондоне, где жила после увольнения его супруга. В мае 2004 года он сумел собрать группу инвесторов, среди которых были, в частности, члены семьи Аль Мактум (правящая династия Дубая), готовых оплатить долги ЮКОСа в обмен на контрольный пакет компании. Российские власти не проявили интереса к этой инициативе.
В 2008 году Кагаловский совместно с бывшим российским медиамагнатом Владимиром Гусинским учредили на Украине кабельный телеканал ТВі. В 2009 году между акционерами возник бизнес-конфликт, причиной которого была названа закупка телеканалом сериалов и фильмов компании Гусинского New Media Distribution Company по завышенной цене. В результате дополнительной эмиссии в сентябре 2009 года 99 % акций ТВi оказались в собственности компаний Aspida и Seragill, подконтрольных компании Кагаловского Beta Trust. Гусинский, недовольный действиями бизнес-партнёра, подал на него иск в арбитраж Нью-Йорка, который после двух лет разбирательства обязал Кагаловского выплатить Гусинскому около $36 млн.
В марте 2012 года в ответ на информацию агентства «Росбалт» о том, что место Гусинского в качестве совладельца канала занял Борис Березовский тогдашний генеральный директор ТВі Николай Княжицкий заявил, что реальным бенефициаром канала является Константин Кагаловский. В 2013 году новым бенефициаром компании «Медиа инфо», владеющей каналом ТВі, объявил себя предприниматель Александр Альтман. Сам Кагаловский назвал смену владельца канала рейдерским захватом, который якобы курировал замсекретаря Совета национальной безопасности и обороны Украины Владимир Сивкович, а осуществлял бывший гендиректор Николай Княжицкий.
Точный размер состояния Кагаловского неизвестен. По информации журнала Forbes в 2003 году Кагаловский продал принадлежавшие ему акции НК ЮКОС предположительно за $800 млн.